# 鴨居まさね
鴨居 まさね（かもい まさね、1969年4月3日 - ）は、日本の漫画家。兵庫県神戸市出身。女性。血液型はO型。1993年、デビュー。
ペンネームは、画家の鴨居玲と俳優の津嘉山正種の名前を合わせたもの。

## 作品リスト
- 咲けよ クリカ（ヤングユーコミックス、1995年1月）
- お願いだから（ヤングユーコミックス、1996年2月）
- 緑茶子ちゃんのこと（ヤングユーコミックス、1996年8月）
- 秘書・恵純 18歳（ヤングユーコミックス、1997年5月）
- 雲の上のキスケさん（ヤングユーコミックス、1998年12月 - 2004年3月、全5巻）
- SWEETデリバリー（ヤングユーコミックス、1997年10月 - 2004年5月、全7巻）
  - 連続テレビドラマ「ウエディングプランナー SWEETデリバリー」の原作となった。
- 10年スフレ（クイーンズコミックス、2004年8月、上下巻）
- オぉジョオします（クイーンズコミックス、2006年3月）
- 家出のじかん（2006年5月）
- 金魚のうろこ -田辺聖子原作シリーズ（クイーンズコミックス、2007年2月）
- 鏡をみてはいけません -田辺聖子原作シリーズ2（クイーンズコミックス、2008年1月）
- ジベルばら色（クイーンズコミックス、2008年8月）
- 君の天井は僕の床（クイーンズコミックス、2009年6月 - 2012年8月、全3巻）
- にれこスケッチ（FEEL COMICS、2017年1月 - 2020年4月、全3巻）
- 鴨居家のマルちんは猫です（集英社ホームコミックス、2017年1月 - 2020年11月、全2巻）